# Leptocarpha
Leptocarpha là một chi thực vật có hoa trong họ Cúc (Asteraceae).

## Loài
Chi Leptocarpha gồm các loài: